# 阿梅代奥·比亚瓦蒂

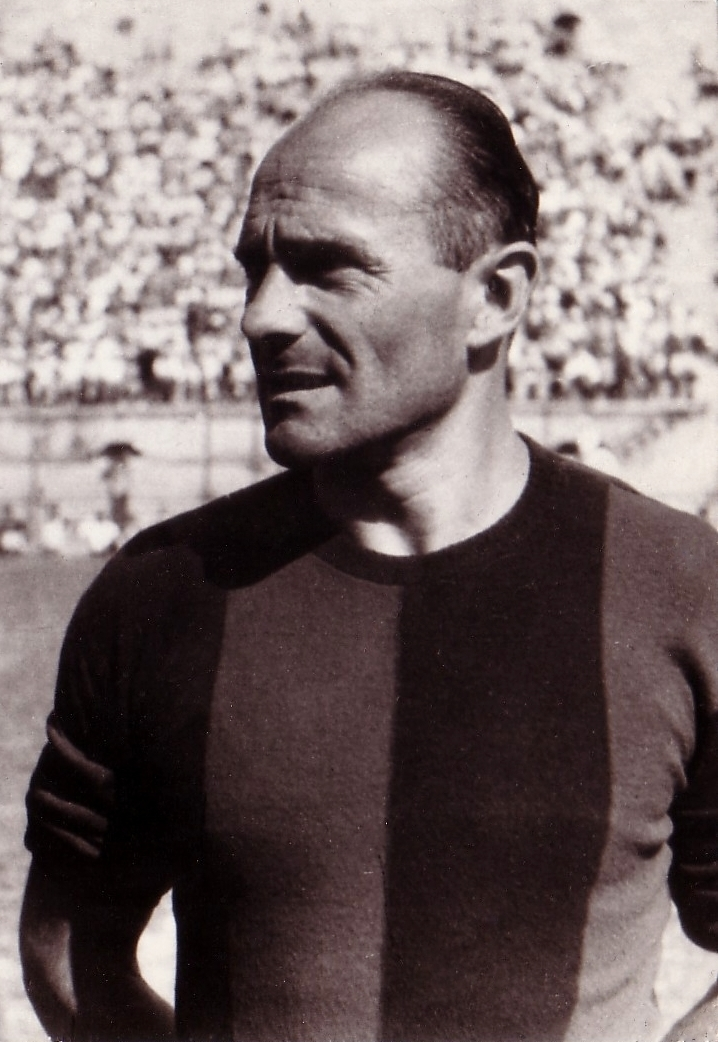
阿梅代奥·比亚瓦蒂

阿梅代奥·比亚瓦蒂（義大利語：Amedeo Biavati，1915年4月4日—1979年4月22日），意大利男子足球运动员，场上位置是前锋。他曾代表意大利参加1938年国际足联世界杯，结果获得冠军。